# محمدرضا عباسی‌فرد
محمدرضا عباسی‌فرد (زاده ۱۳۲۸ در کوهدشت) حقوقدان، نماینده نخستین دوره مجلس شورای اسلامی از حوزه انتخابیه کوهدشت، عضو حقوقدان شورای نگهبان در دوره‌های سوم و چهارم، مشاور اسبق رئیس‌ جمهور، مشاور اسبق رئیس مجمع تشخیص مصلحت نظام، معاون اسبق رئیس قوه قضائیه، معاون اجرائی اسبق قوه قضائیه، نماینده استان خوزستان در دوره سوم مجلس خبرگان رهبری و پنجمین رئیس دیوان عدالت اداری ایران در سال‌های ۱۳۷۰ تا ۱۳۷۲، بوده‌است.

## تحصیلات و فعالیت‌های حقوقی
عباسی‌فرد دارای مدرک دکترای فقه و مبانی حقوق و تحصیلات حوزوی خارج است.
او همچنین دارای مسولیت‌هایی مانند: نماینده مجلس شورای اسلامی، مشاور رئیس جمهور، مشاور رئیس مجمع تشخیص مصلحت نظام. معاون رئیس قوه قضائیه، رئیس دیوان عدالت اداری، معاون اجرائی قوه قضائیه و عضو مجلس خبرگان رهبری بوده است.
عباسی‌فرد در حال حاضر رئیس کمسیون حقوق شورای تشخیص مصلحت نظام و نماینده تام‌الاختیار ریاست دانشگاه آزاد در هیئت امنای استان‌های قم، البرز و قزوین می‌باشد.